# ホワイトチャペル (バンド)
ホワイトチャペル (Whitechapel)は、2006年にテネシー州ノックスビルで結成されたデスコアバンドである。バンド名はイングランドのロンドンにあるホワイトチャペルに由来するが、この場所は連続殺人鬼『切り裂きジャック』の犯行現場としても有名である。

## 略歴
2006年2月、Phil Bozeman、Brandon Cagle、Ben Savageによってテネシー州ノックスヴィルにてWHITECHAPELを結成。そこへギタリストのAlex Wade、ベーシストのGabe Crisp、そしてドラマーのDerek Martinが加わった。
2007年、Candlelight RecordsとSiege Of Amida Recordsに契約。同年、新ドラマーとしてKevin Laneが加入し、CandlelightとSiege Of Amida Recordsよりデビュー･アルバム、『The Somatic Defilement』をリリース。また、Brandon Cagleがバイク事故によりギターを演奏できなくなってしまったため脱退し、後任としてZach Householderが加入。さらに同年10月にはSiege Of Amida Recordsからメタル・ブレイド・レコーズへと移籍。
2008年、Metal Blade Recordsより2ndアルバム『This Is Exile』をリリース。この作品にはザ・レッド・コードのGuy Kozowyk (ボーカル)がゲスト参加している。また、この作品はビルボードで最高118位、55,000枚以上の売り上げを記録した。
2010年、Metal Blade Recordsより3rdアルバム『A New Era Of Corruption』をリリース。この作品にはデフトーンズのチノ・モレノ (ボーカル)、The Acacia StrainのVincent Bennett (ボーカル)がゲスト参加している。また、この作品はビルボードで最高43位を記録した。同年、ドラマーのKevin Laneが脱退し、Ben Harclerode (Knights of the Abyss)が新しく加入した。
2011年、Metal Blade Recordsより新曲の『Section 8』(この曲はセルフタイトル・アルバムの『Whitechapel』にも収録されている)やパンテラのカバー曲などを収録したEP『Recorrupted』をリリース。
2012年、Metal Blade Recordsよりセルフタイトルとなる4thアルバム『Whitechapel』をリリース。このアルバムはBillboard 200にて初登場47位を記録した。また、日本盤には前述のEP『Recorrupted』全5曲がボーナストラックとして収録されている。
2013年、Metal Blade Recordsよりデビューアルバム『The Somatic Defilement』のリミックス・リマスター盤をリリース。
2014年、Metal Blade Recordsより5thアルバム『Our Endless War』をリリース。このアルバムはBillboard 200にて初登場10位を記録するというバンド史上最大の快挙となった。
2016年、6thアルバム『Mark Of The Blade』をリリース。このアルバムよりクリーンボーカルが導入された。
2017年、初来日を果たす。8月にはドラムのBen Harclerodeが脱退。
2019年には7thアルバム『The Valley』を発表。
2021年、8thアルバム『Kin』をリリース。
2024年、2022年よりツアードラマーを務めていたBrandon Zackey(Enterprise Earth)が正式加入した。

## 現在のメンバー
- Phil Bozeman（ボーカル、2006年 ～）
- Ben Savage（リードギター、2006年 ～）
- Alex Wade（リズムギター、2006年 ～）
- Zach Householder（サードギター、2007年 ～）
- Gabe Crisp（ベース、2006年 ～）
- Brandon Zackey（ドラム、2024年 ～　※ツアー　2022年 ～ 2024年）

### 旧メンバー
- Brandon Cagle（サードギター、2006年 ～ 2007年）
- Derek Martin（ドラム、2006年 ～ 2007年）
- Kevin Lane（ドラム、2007年 ～ 2011年）
- Ben Harclerode（ドラム、2011年 ～ 2017年）

## ディスコグラフィー

### スタジオ・アルバム
- 『The Somatic Defilement 』 (2007) ※2013年にリミックス・リマスター盤が発売された。
- 『This Is Exile 』 (2008)
- 『A New Era of Corruption 』 (2010)
- 『Whitechapel 』 (2012)
- 『Our Endless War』 (2014)
- 『Mark of the Blade』 (2016)
- 『The Valley』 (2019)
- 『Kin』 (2021)
- 『Hymns in Dissonance』 (2025)

### EP
- 『Recorrupted 』 (2011)

### ライブDVD
- 『The Brotherhood of the Blade』 (2015)

## ミュージック・ビデオ
- This Is Exile
- Possession
- Eternal Refuge
- Bleeding Violence
- The Darkest Day of Man
- I, Dementia
- Possibilities of an Impossible Existence
- Our Endless War
- Worship the Digital Age
- Let Me Burn
- Elitist Ones

## 日本語インタビュー
- https://gekirock.com/interview/2010/06/whitechapel.php (2010年6月8日、激ロック)
- https://gekirock.com/interview/2012/07/whitechapel_1.php (2012年7月13日、激ロック)
- https://gekirock.com/interview/2014/04/whitechapel_2.php (2014年4月11日、激ロック)